# Železný vrch (Krkonoše)
Železný vrch (německy Eisenberg) je hora v Krkonoších v závěru Kozích hřbetů, 2 km severovýchodně nad Špindlerovým Mlýnem.
Hřeben Kozích hřbetů vybíhá z Luční hory a jeho vrcholová partie je mimořádně úzká, severní i jižní svahy vykazují značné převýšení a prudkost. Pod severním svahem se nachází Důl Bílého Labe, pod jižním údolí Svatého Petra.
Výše položené vrcholové partie jsou porostlé klečí, při hřebeni místy vyčnívají menší skály. Zvláště na jižních svazích se nacházejí celkem rozsáhlá kamenná moře. Nižší polohy pokrývají horské smrčiny, které jsou místy vykácené.
Svahy Železného vrchu a Kozích hřbetů odvodňují souběžně tekoucí vodní toky. Na severu je to Bílé Labe, na jihu Svatopetrský (či též Dolský) potok. Pod západním zakončením protéká řeka Labe, do které se oba výše zmíněné toky zleva vlévají.

## Přístup
Pěšina vedoucí přímo po hřebenu od vyhlídky Krakonoš je z důvodu ochrany přírody (klidové území Krkonošského národního parku) uzavřena. Vrchol obchází žlutě značená Dřevařská cesta z údolí Bílého Labe do Špindlerova Mlýna, která je k němu nejblíže na severovýchodním svahu - 400 m s převýšením 230 m.

## Fotogalerie

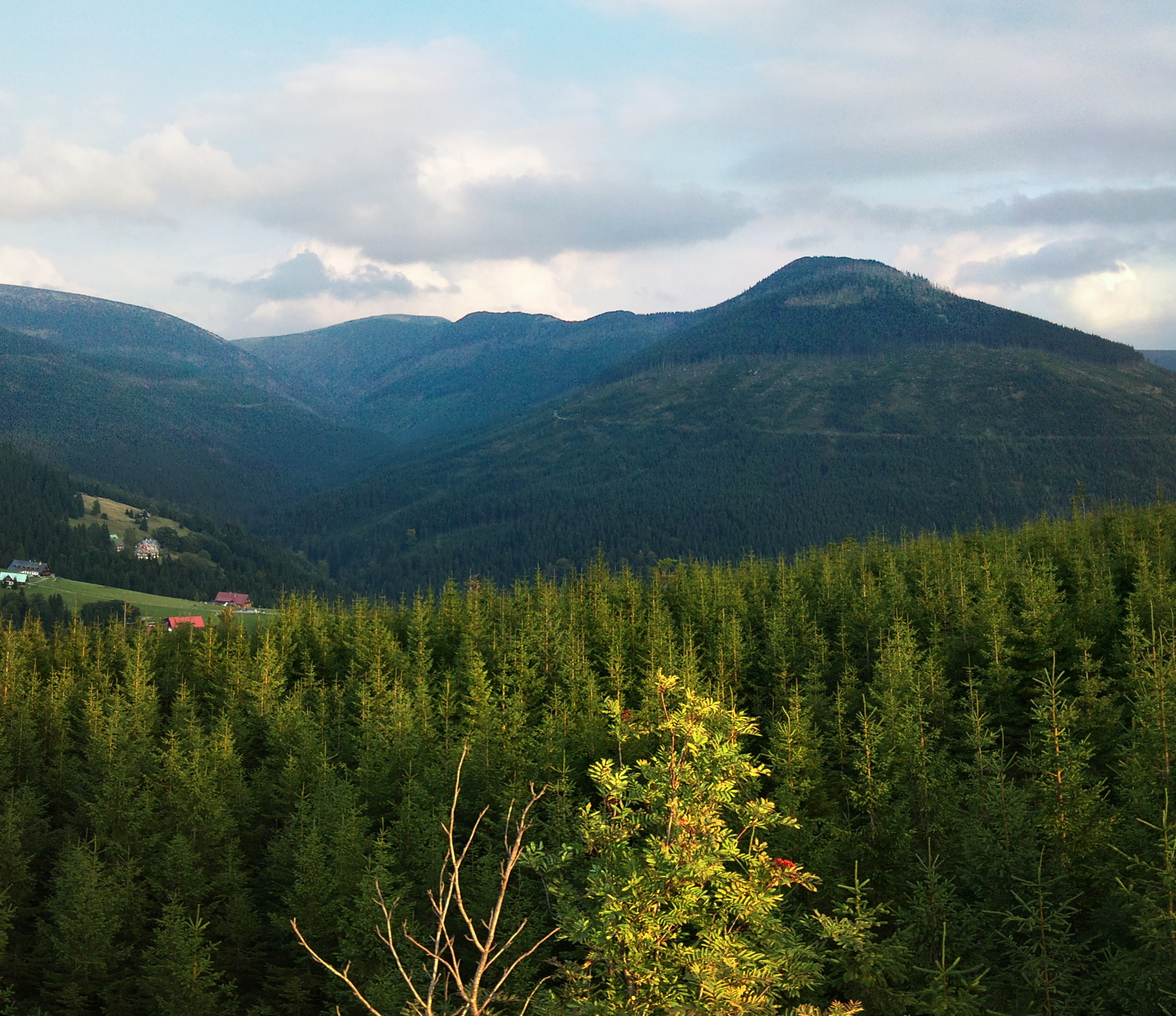
Železný vrch a Kozí hřbety z Pevnosti
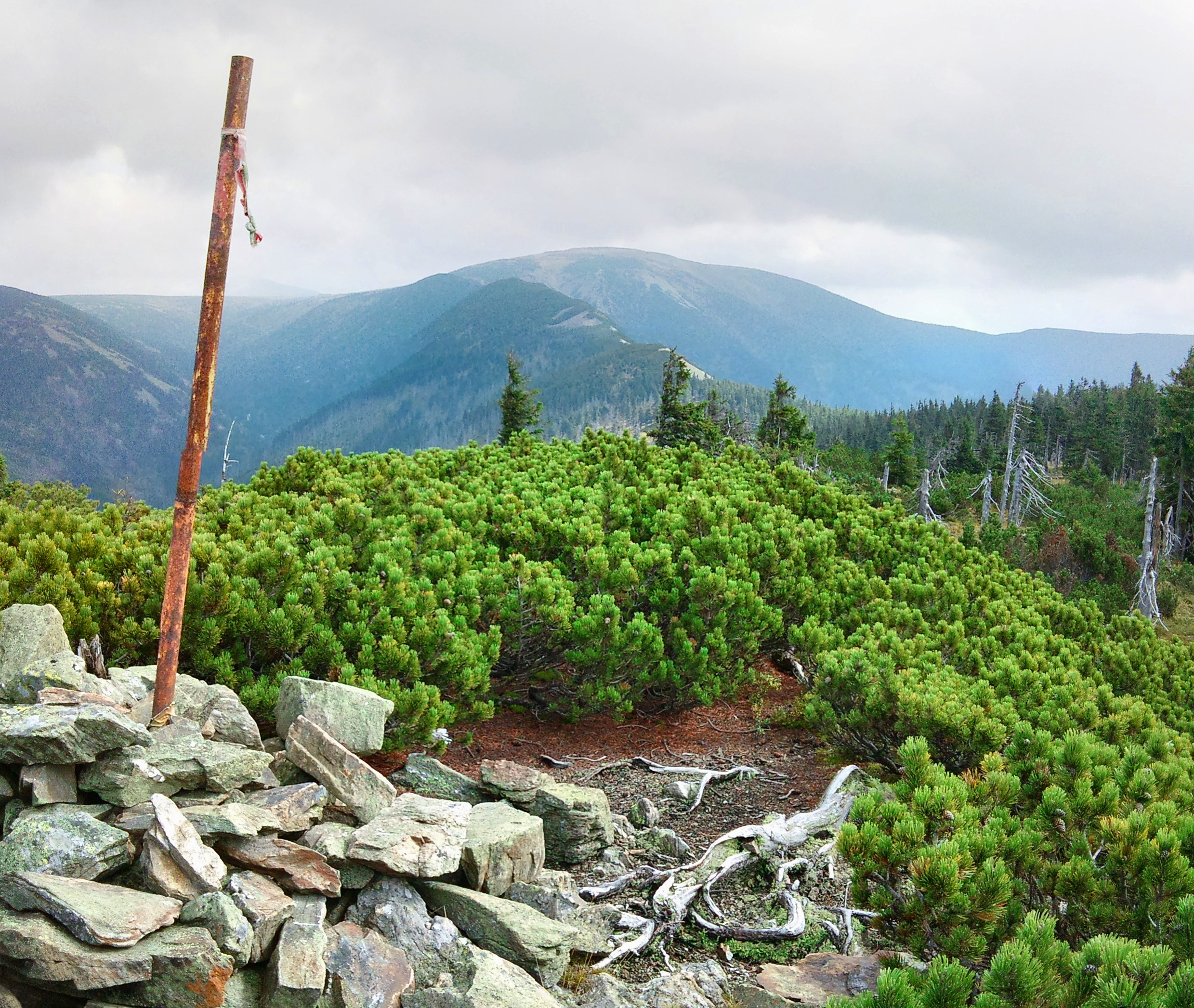
Vrchol Železného vrchu, v pozadí Kozí hřbety
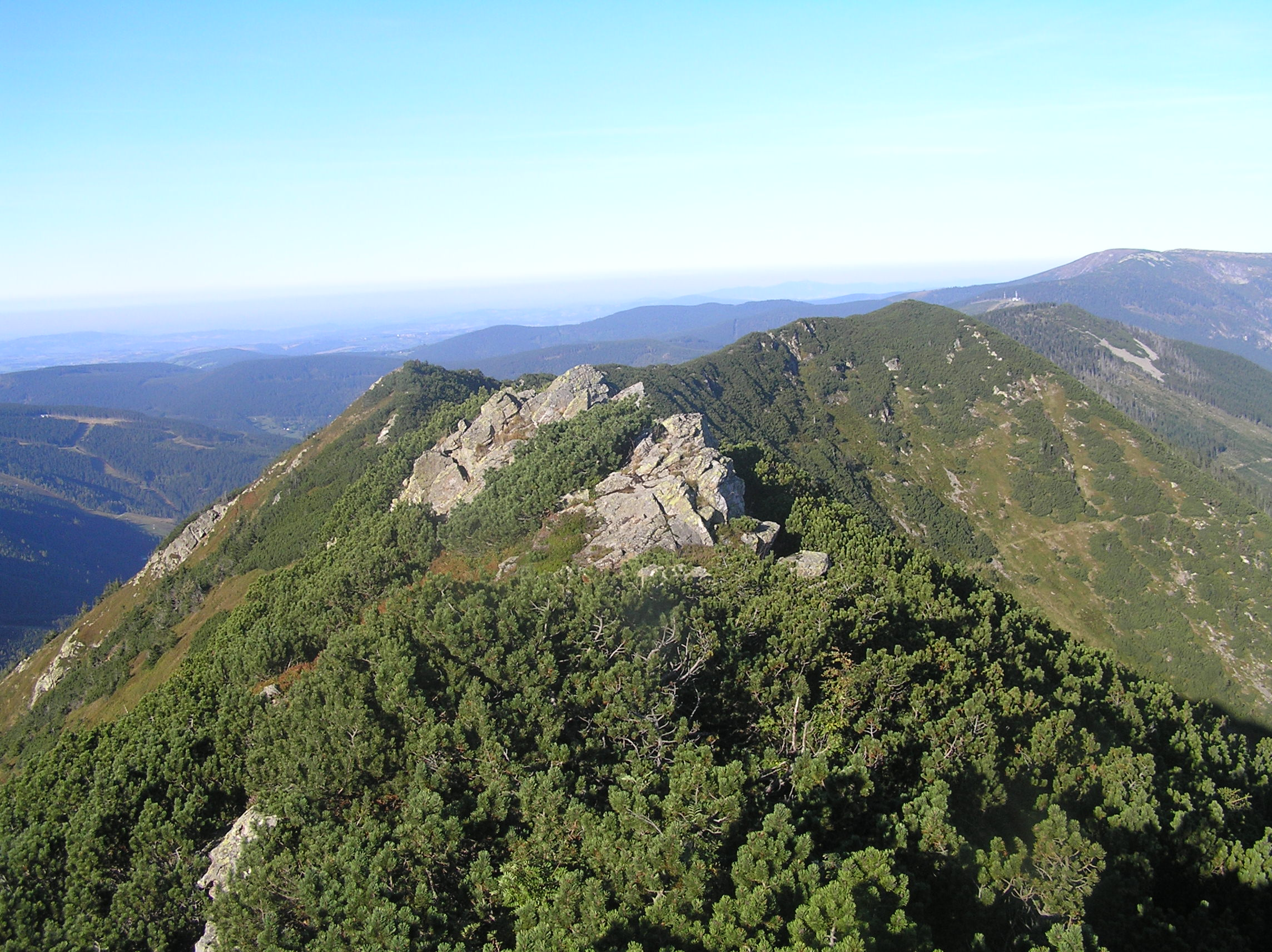
Kozí hřbety a Železný vrch